# Chañe
Chañe – gmina w Hiszpanii, w prowincji Segowia, w Kastylii i León, o powierzchni 35,26 km². W 2011 roku gmina liczyła 946 mieszkańców.